# Proosdij van Luxemburg

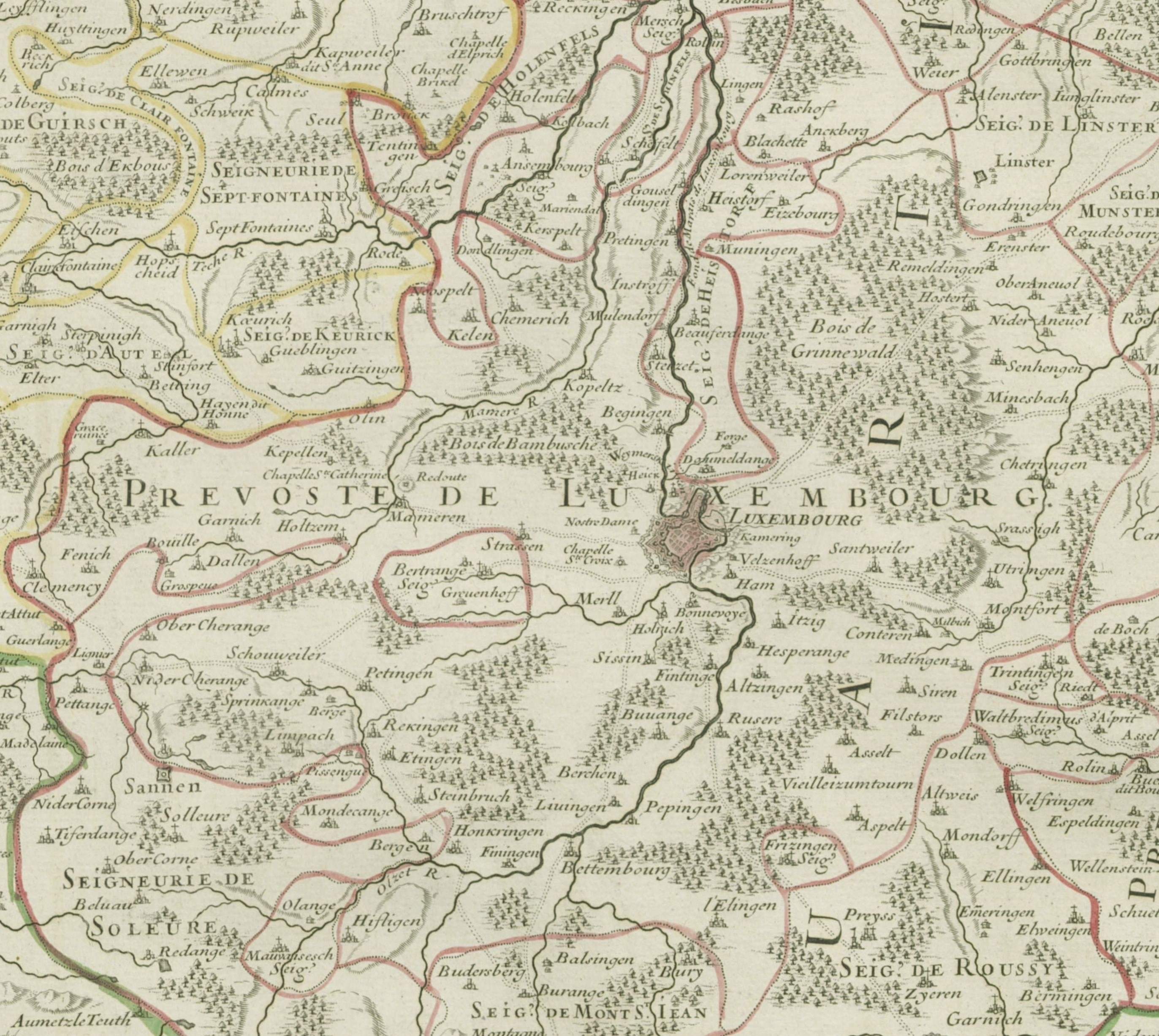
Proosdij van Luxemburg in het jaar 1705 (Spaanse Nederlanden)

De proosdij van Luxemburg was een district (13e eeuw - 1795) van het graafschap Luxemburg, tijdens het ancien régime. De hoofdplaats van de proosdij was Luxemburg-stad, vandaar de naam.
Binnen het grotere geheel van het hertogdom Luxemburg behield het oorspronkelijke graafschap Luxemburg haar eigenheid. Het was ingedeeld in districten, die de naam kregen proosdij, heerlijkheid, (kleiner) graafschap ofwel aanhangsel (Frans: annexe). De hertog van Luxemburg stelde de proost of bestuurder aan; deze is te vergelijken met een baljuw.
De proosdij van Luxemburg bevatte de stad Luxemburg en een 40-tal dorpen errond.